# Cừu Ryeland
Cừu Ryeland là một trong những giống cừu Anh có lịch sử lâu đời nhất với khoảng thời gian tồn tại lên đến bảy thế kỷ khi các tu sĩ của Leominster ở Herefordshire nuôi cừu và chăn thả chúng trên đồng cỏ lúa mạch đen, và đặt cho chúng cái tên như ngày nay. Giống cừu này được giới thiệu đến Úc vào năm 1919 và được phân loại là một loài nguy cấp bởi Tổ chức Giống hiếm Úc và cũng là một trong chín giống bảo tồn là nền tảng của ngành công nghiệp cừu và len ở Úc. Ryeland là một trong những giống được sử dụng để giới thiệu gen cừu khuyết sừng cho giống cừu Dorset, là thành phần trong sự phát triển của Cừu Dorset khuyết sừng. Loài này được nuôi chủ yếu với mục đích lấy thịt.

## Đặc điểm giống
Cừu Ryelands có bản tính khá ngoan ngoãn và có khả năng sinh sản cao. Do được nuôi nhốt trong các hàng rào thành các khối vuông, giống cừu này khá dễ dàng thích ứng với việc nuôi nhốt so với nhiều giống cừu khác. Chúng là những con cừu lý tưởng cho những điều kiện nghèo nàn. Ryelands cũng là "người làm tốt" - William Youatt viết rằng Ryelands "chịu đựng sự thiếu thốn về thực phẩm tốt hơn bất kỳ giống cừu nào khác" và Sir Joseph Banks viết "Ryelands xứng đáng có một vai trò quan trọng trong nạn đói".
Ở Úc, len luôn trắng và không có lông thô. Một gen màu xuất hiện ở Vương quốc Anh nhưng dường như không xuất hiện rõ ràng ở Úc.